# Minnesmärket över terroroffer

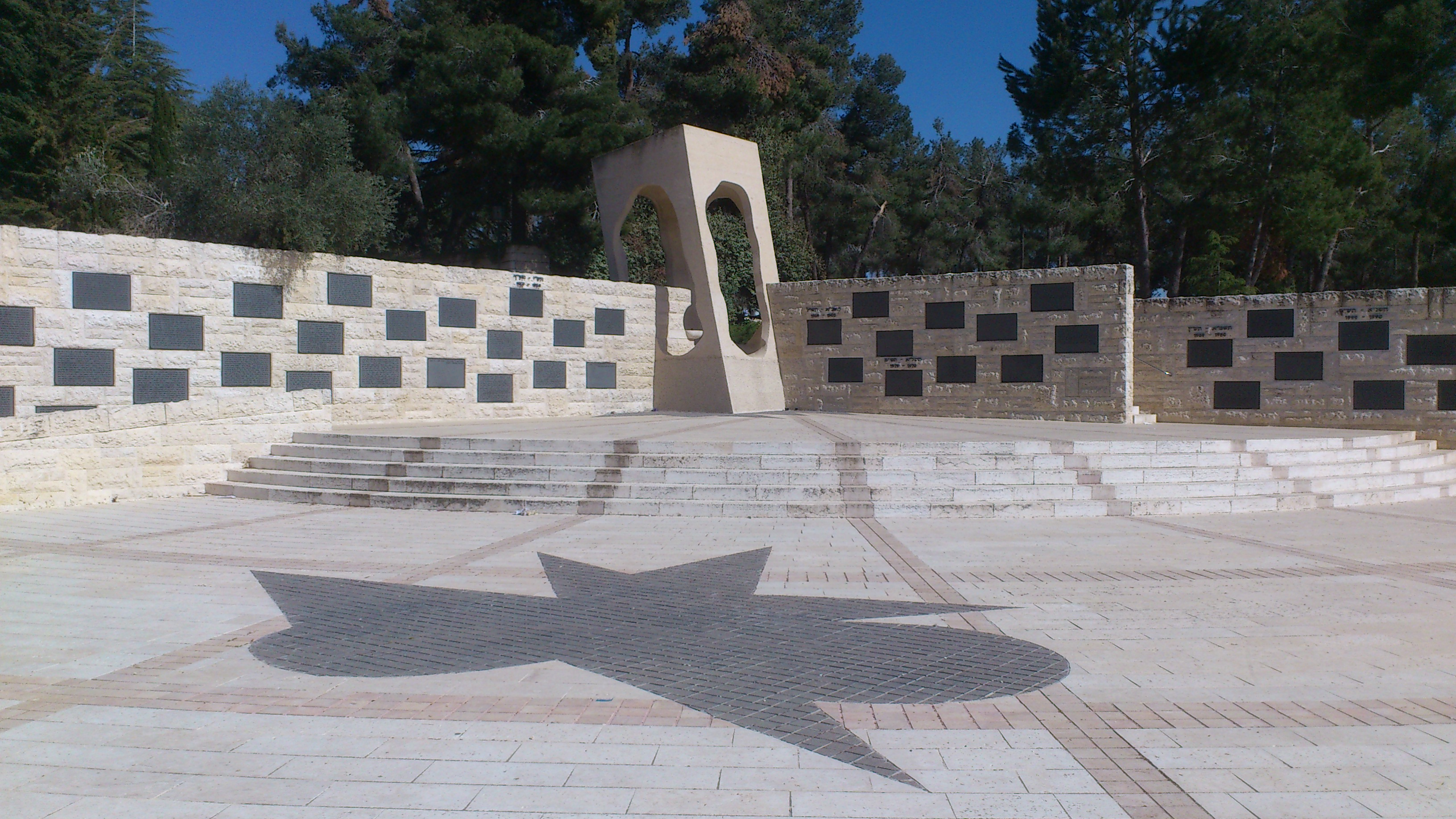

Minnesmärket över terroroffer (אנדרטת חללי פעולות האיבה, Andartat Halalei Pe'ulot HaEiva) är ett minnesmärke över alla offer för terrorism i Israel från 1851 och framåt. Minnesmärket ligger vid National Civil Cemetery vid Herzlberget i Jerusalem i Israel. Minnesmärket innehåller namnen på judiska och icke-judiska människor som har dödats i terrordåd.